# Vrbovec (Chorvatsko)
Vrbovec je město v Chorvatsku v Záhřebské župě. Nachází se asi 32 km severovýchodně od centra Záhřebu. V roce 2011 žilo ve městě 4 947 obyvatel, v celé připadající městské opčině pak 14 797 obyvatel. Počet obyvatel již od roku 1921 pravidelně stoupá.

## Administrativní dělení
Pod opčinu Vrbovec administrativně spadá jedno město (Vrbovec) a 40 trvale obydlených vesnic. Součástí města je i opuštěná vesnice Graberanec. Největším sídlem je město Vrbovec, dalšími většími sídly jsou vesnice Lonjica, Celine a Luka.
- Banovo – 113 obyvatel
- Brčevec – 546 obyvatel
- Celine – 977 obyvatel
- Cerik – 48 obyvatel
- Cerje – 217 obyvatel
- Dijaneš – 167 obyvatel
- Donji Tkalec – 97 obyvatel
- Dulepska – 155 obyvatel
- Đivan – 32 obyvatel
- Gaj – 381 obyvatel
- Gornji Tkalec – 185 obyvatel
- Gostović – 139 obyvatel
- Graberšćak – 87 obyvatel
- Greda – 96 obyvatel
- Hruškovica – 71 obyvatel
- Konak – 115 obyvatel
- Krkač – 89 obyvatel
- Kućari – 92 obyvatel
- Lonjica – 1 020 obyvatel
- Lovrečka Varoš – 157 obyvatel
- Lovrečka Velika – 198 obyvatel
- Luka – 840 obyvatel
- Lukovo – 184 obyvatel
- Marenić – 58 obyvatel
- Martinska Ves – 506 obyvatel
- Naselje Stjepana Radića – 246 obyvatel
- Negovec – 176 obyvatel
- Novo Selo – 123 obyvatel
- Peskovec – 323 obyvatel
- Pirakovec – 170 obyvatel
- Podolec – 96 obyvatel
- Poljana – 423 obyvatel
- Poljanski Lug – 425 obyvatel
- Prilesje – 181 obyvatel
- Samoborec – 117 obyvatel
- Savska Cesta – 162 obyvatel
- Topolovec – 133 obyvatel
- Vrbovec – 4 947 obyvatel
- Vrbovečki Pavlovec – 398 obyvatel
- Vrhovec – 140 obyvatel
- Žunci – 167 obyvatel